# دهستان حنا (سمیرم)
دهستان حنا نام دهستانی در بخش مرکزی شهرستان سمیرم، استان اصفهان در ایران است. براساس سرشماری مرکز آمار ایران در سال ۱۳۸۵ و جمعیت آن ۲۹۱۴ نفر (۶۴۸ خانوار) بوده‌است.